# Moema Libera Viezzer
Moema Libera Viezzer (Caxias do Sul, 1938) é uma escritora, socióloga e militante feminista brasileira.
Atuou em projetos educativos na Região Nordeste do Brasil. Ficou exilada no período do regime militar. Entre 1973 e 1974 trabalhou no Peru, Inglaterra e México. Com a anistia, voltou para o Brasil, e em 1980 fundou a Rede Mulher de Educação.
Sua principal obra é Se Me Deixam Falar - Domitila (1976), baseado na história real da militante feminista e operária boliviana Domitila Barrios de Chungara, a quem conhecera em 1975, durante um evento do Ano Internacional da Mulher, no México.
Recebeu em 2007 o Diploma Bertha Lutz do Senado brasileiro. Foi também uma das 52 brasileiras incluídas na candidatura de 1000 Mulheres para o Prêmio Nobel da Paz em 2005.